# Институт Земли Колумбийского университета
Институт Земли Колумбийского университета — некоммерческая исследовательская организация, созданная при одном из ведущих университетов США, Колумбийском университете, в 1995 году.
Целью создания института является решение сложных, комплексных вопросов, стоящих перед жителями планеты Земля с акцентом на устойчивое развитие и борьбу с бедностью при сохранении природных систем, поддерживающих жизнь на Земле.
Директором института является известный экономист Джеффри Сакс, который является специальным советником Генерального секретаря Организации Объединенных Наций, по программе Целей развития тысячелетия, и был главой Проекта тысячелетия ООН в период с 2002 по 2006 годы.
Институт Земли проводит комплексные исследования, поддерживая новаторские проекты в области биологии, инженерном деле, медицине, социологии. Активно поддерживаются междисциплинарные проекты на стыке естественных и общественных наук, которые позволяют решать реальные проблемы, стоящие перед человечеством.